# Imani Hakim
Imani Hakim (Cleveland, Ohio, 12 de agosto de 1993) es una actriz estadounidense. Es principalmente conocida por su papel de Tonya Rock en la comedia de situación de UPN/CW Everybody Hates Chris, además de interpretar a la medallista de oro olímpica Gabby Douglas en la película original de Lifetime The Gabby Douglas Story (2014). También ha actuado en las películas Chocolate City y Burning Sands, y desde 2021 tiene un papel secundario en la serie Mythic Quest: Raven's Banquet, de Apple TV+.

## Biografía
Imani Hakim nació y creció en Cleveland, Ohio, en el seno de una familia formada por sus padres y dos hermanos mayores y tres hermanos menores. Cuando apenas tenía siete años comenzó a estudiar actuación en el Karamu House Theatre, en Cleveland. Cuando tenía once años, convenció a sus padres para que le permitieran seguir una carrera como actriz profesional y se mudó a Los Ángeles, California, con su padre para encontrar trabajo en el mundo de la actuación. Allí experimentaron la falta de vivienda durante ese tiempo y con frecuencia dormían en su automóvil. Sin embargo, en unos pocos meses, consiguió su primer papel como la hermana pequeña de Chris, Tonya, en la serie de comedia Everybody Hates Chris. La serie estuvo en el aire durante cuatro temporadas, de 2005 a 2009. Durante ese tiempo recibió educación en casa. En California, continuó estudiando actuación en el Alexander's Workshop School en Lakewood y en el The Young Actor's Space en Burbank.
Más tarde, Hakim interpretó a la gimnasta olímpica Gabby Douglas en la película biográfica de Lifetime The Gabby Douglas Story (2014). Al año siguiente actuó en un papel secundario en la película Chocolate City, protagonizada por Robert Richard. Entre 2020 y 2023 interpretó el papel de Dana, una probadora de videojuegos, en la serie de comedia Mythic Quest: Raven's Banquet, de Apple TV+. La serie fue renovada para una tercera temporada en 2021. También en 2020 coprotagonizó la película Dinner Party.

## Filmografía
| Año       | Título                          | Papel               | Notas                           |
| --------- | ------------------------------- | ------------------- | ------------------------------- |
| 2005-2009 | Everybody Hates Chris           | Tonya Rock          | Papel principal                 |
| 2006      | CSI: Crime Scene Investigation  | Darcy               | Episodio: «The Unusual Suspect» |
| 2007      | Reign Over Me                   | Jocelyn Johnson     | Película                        |
| 2008      | The Replacements                | Tiffany             | Voz; 2 episodios                |
| 2009      | ER                              | Anastasia Johnson   | 3 episodios                     |
| 2009      | Wizards of Waverly Place        | Jump Rope Girl      | Episodio: «Marathoner Helper»   |
| 2014      | The Gabby Douglas Story         | Gabby Douglas       | Telefilme                       |
| 2015      | Chocolate City                  | Carmen              | Película                        |
| 2016      | Sharknado: The 4th Awakens      | Gabrielle           | Directo a vídeo/TV              |
| 2017      | Chocolate City: Vegas Strip     | Carmen              | Directo a vídeo/TV              |
| 2017      | Sollers Point                   | Cadance             | Película                        |
| 2017      | Burning Sands                   | Rochon              | Película                        |
| 2018      | Down for Whatever               | Sonya               | Telefilme                       |
| 2018      | Cam                             | Hannah Darin / Baby | Película                        |
| 2020      | Acting for a Cause              | Madeline            | Episodioː «Madeline»            |
| 2022      | Dinner Party                    | Izzy                | Película                        |
| 2020-2023 | Mythic Quest                    | Dana                | Papel principal; 26 episodios   |
| 2023      | Will Trent: Agente Especial     | Evelyn de joven     | 2 episodios                     |
| 2023      | Adventure Time: Fionna and Cake | Beth (voz)          | 2 episodios                     |
| 2023      | Pokémon Concierge               | Alisa (voz)         | Miniserie: 4 episodios          |
| 2023      | A Southern Haunting             | Lula                | Película                        |